# براد كرويشانك
براد كرويشانك هو لاعب هوكي جليد كندي، ولد في 14 فبراير 1979 في كيلونا في كندا.

## وصلات خارجية
- براد كرويشانك على موقع EliteProspects.com (الإنجليزية)
- براد كرويشانك على موقع HockeyDB.com (الإنجليزية)